# Команчи Вилиџ (Калифорнија)
Команчи Вилиџ (енгл. Camanche Village) насељено је место без административног статуса у америчкој савезној држави Калифорнија.

## Демографија
По попису из 2010. године број становника је 847.
| Група             | 2000.    | 2010.       |
| Белци             | 0 (0,0%) | 689 (81,3%) |
| Афроамериканци    | 0 (0,0%) | 0 (0,0%)    |
| Азијати           | 0 (0,0%) | 8 (0,9%)    |
| Хиспаноамериканци | 0 (0,0%) | 121 (14,3%) |
| Укупно            | 0        | 847         |